# Daisuke Yoneyama
Daisuke Yoneyama (født 10. juni 1982) er en tidligere japansk fodboldspiller.
Han har spillet for flere forskellige klubber i sin karriere, herunder Cerezo Osaka og Sagan Tosu.